# Калинівська сільська рада (Народицький район)
Калинівська сільська рада — колишня адміністративно-територіальна одиниця та орган місцевого самоврядування у Базарському, Овруцькому, Малинському, Народицькому районах Коростенської, Волинської округ, Київської й Житомирської областей УРСР та України з адміністративним центром у с. Калинівка.

## Населені пункти
Сільській раді на момент ліквідації були підпорядковані населені пункти:
- с. Калинівка

## Населення
Кількість населення ради, станом на 1923 рік, становила 2 407 осіб, кількість дворів — 451.
Кількість населення сільської ради, станом на 1924 рік, становила 2 316 осіб.
Станом на 1 жовтня 1941 року в сільраді налічувалося 324 двори, з 1 296 мешканцями в них, в тому числі: чоловіків — 545 та жінок — 751.
Відповідно до результатів перепису населення 1989 року, кількість населення ради (села Калинівка, Малинка та Слобода), станом на 1 грудня 1989 року, становила 822 особи.

## Історія та адміністративний устрій
Утворена в 1923 році в складі сіл Калинівка, Рудня-Калинівка та слобід Віслоцька, Малинка Базарської волості Овруцького повіту Волинської губернії. 7 березня 1923 року увійшла до складу новоствореного Базарського району Коростенської округи. 5 серпня 1925 року в слоб. Віслоцька було утворено Слободо-Віслоцьку (згодом — Слобідська) сільську раду, до котрої 13 липня 1927 року було передано слоб. Малинку.
Станом на 1 вересня 1946 року сільська рада входила до складу Базарського району Житомирської області, на обліку в раді перебувало с. Калинівка.
11 серпня 1954 року, внаслідок виконання указу Президії Верховної ради УРСР «Про укрупнення сільських рад по Житомирській області», до складу ради приєднано села Слобода та Малинка ліквідованої Слобідської сільської ради Базарського району. Одночасно с. Рудня-Калинівка було включене до складу Ксаверівської сільської ради Малинського району.
21 січня 1959 року, в зв'язку з ліквідацією Базарського району, сільрада увійшла до складу Народицького району, котрий, в свою чергу, було ліквідовано і сільська рада від 30 грудня 1962 року була включена до складу Овруцького району. 7 січня 1963 року сільська рада увійшла до складу Малинського району, 8 грудня 1966 року раду повернули до відновленого Народицького району.
На 1 січня 1972 року сільська рада входила до складу Народицького району Житомирської області, на обліку в раді перебували села Калинівка, Малинка та Слобода.
21 червня 1991 року, відповідно до постанови Житомирської обласної ради, села Малинка та Слобода були зняті з обліку.
Припинила існування 16 листопада 1994 року, відповідно до рішення виконавчого комітету Житомирської обласної ради, село Калинівка передане до складу Любарської сільської ради Народицького району Житомирської області.